# Cable telegráfico transatlántico

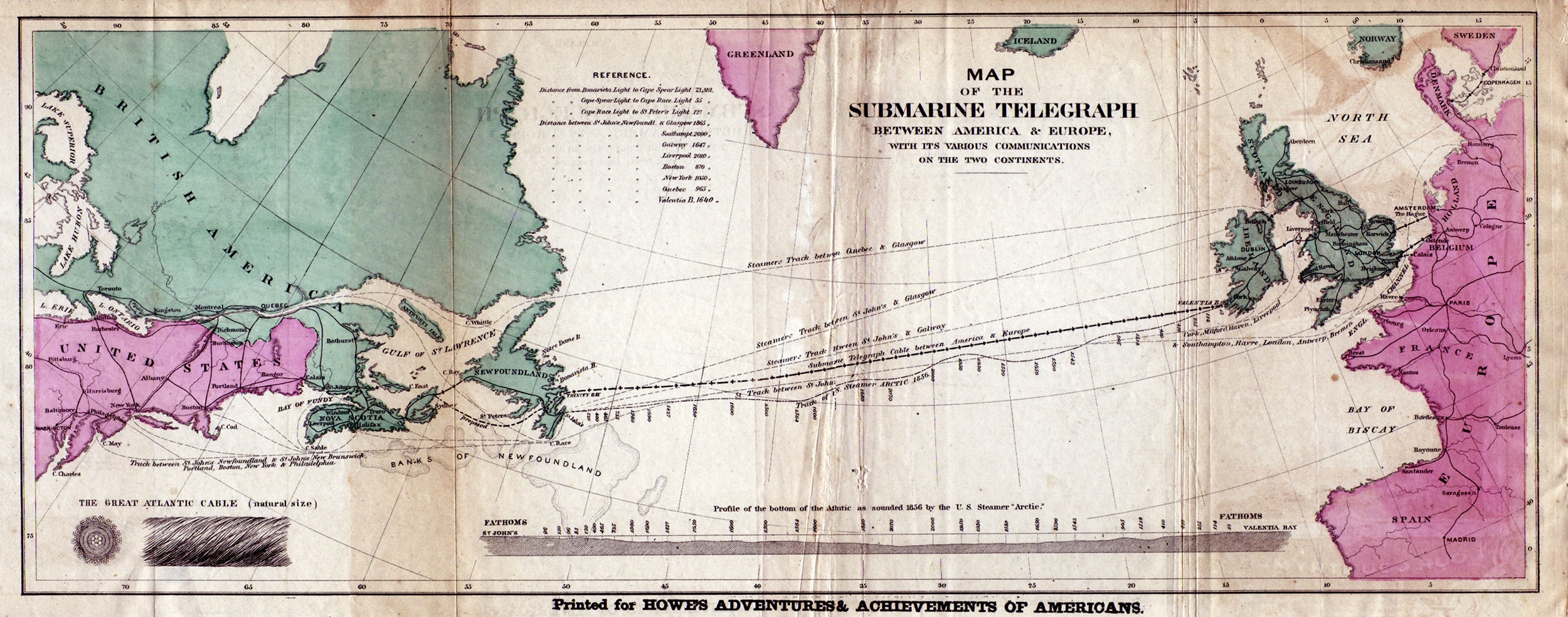
Mapa del cable transatlántico de 1858

Un cable telegráfico transatlántico es un cable submarino tendido a través del océano Atlántico y utilizado para la comunicación telegráfica. El primero fue colocado en el lecho del océano Atlántico, desde el Telegraph Field, en la bahía de Foilhommerum, en la isla de Valentia, en el oeste de Irlanda hasta Heart's Content, en el este de Terranova. Las primeras comunicaciones se realizaron el 16 de agosto de 1858, reduciendo el tiempo de comunicación entre Norteamérica y Europa desde los diez días —el tiempo que se tardaba normalmente en entregar un mensaje en barco— a cuestión de solo minutos u horas. El cable funcionó solo tres semanas por problemas en la tecnología aplicada. El rápido deterioro del cable socavó la confianza pública y de los inversores, y esto retrasó los esfuerzos para restablecer la conexión. Un segundo intento se llevó a cabo en 1865 con material muy mejorado y, después de algunos contratiempos, la conexión se completó y se puso en servicio el 28 de julio de 1866. Ese cable demostró ser más duradero.
El cable transatlántico redujo el tiempo de comunicación entre ambos extremos, permitiendo que un mensaje y una respuesta llegaran en el mismo día. En la década de 1870 se establecieron sistemas de transmisión en modo dúplex y cuádruplex, lo que permitía transmitir varios mensajes a lo largo del cable. En el comercio de divisas a través del Atlántico, el tipo de cambio de la libra esterlina al dólar de EE. UU. llegó a ser denominado "por cable" y esa denominación es todavía de uso común hoy en día.
Se instalaron más cables entre Foilhommerum y Heart's Content en 1873, 1874, 1880 y 1894. A finales del  siglo XIX, además de los cables británicos, ya había cables de propiedad francesa, alemana, y norteamericana uniendo Europa y América del Norte en una sofisticada red de comunicaciones telegráficas.
Los cables telegráficos transatlánticos han sido sustituidos por cables de telecomunicaciones transatlánticas.

## Precedentes
En 1833, el alemán Carl Friedrich Gauss, realizó el primer prototipo de un telégrafo, y en la segunda mitad de la década de 1830, gracias a los británicos William Cooke y Charles Wheatstone, y al estadounidense Samuel Morse, el telégrafo entró en servicio. Las comunicaciones telegráficas mediante código Morse se volvieron comunes. En 1840 la red telegráfica terrestre comenzó a extenderse rápidamente por Europa y los Estados Unidos.
Para conseguir un cable telegráfico submarino se debía resolver el problema del aislamiento. Esto se consiguió gracias a la gutapercha, una sustancia obtenida de la savia de la especie Palaquium originario del archipiélago malayo conformado por las islas de Malasia, Indonesia, Borneo, Timor, Java y Papúa. Una vez solucionado ese problema, se abrió el camino a la instalación de cables submarinos. El primer cable submarino internacional lo realizaron los hermanos Brett (John Watkins Brett, Jacob Brett) en 1850, y unía Gran Bretaña con Francia a través del estrecho de Dover. A pesar de que un pescador rompió el cable accidentalmente al poco tiempo de instalado, este causó una gran sensación. En 1851 se volvieron a conectar por cable el Reino Unido y Francia, protegiendo el cable en las zonas próximas a la costa.
A consecuencia del éxito del mismo, el cable submarino sufrió un «boom»: se tendieron más en Irlanda, Bélgica, Países Bajos, en el Reino Unido, en el Mediterráneo, en el mar Negro, etc. en el año 1855 ya había 25 cables submarinos instalados.

## Orígenes de la idea
William Fothergill Cooke y Charles Wheatstone presentaron su trabajo sobre el telégrafo en 1839. Ya en 1840 Samuel F.B. Morse desarrolló la idea de una línea submarina a través del océano Atlántico. En 1850 se unió por cable Gran Bretaña y Francia. Ese mismo año, el obispo John T. Mullock, jefe de la Iglesia católica, en Terranova, propuso disponer una línea telegráfica desde San Juan de Terranova hasta el cabo Ray, y a través de la desembocadura del San Lorenzo, desde el cabo de Ray hasta a Nueva Escocia a través del estrecho de Cabot.
Casi al mismo tiempo se le ocurrió un plan similar a Frederick Newton Gisborne, un ingeniero de telégrafos en Nueva Escocia. En la primavera de 1851, Gisborne consiguió una subvención de la legislatura de Terranova y, después de haber creado una compañía, inició la construcción de la línea fija. En 1853 su compañía quebró, fue detenido por deudas y lo perdió todo. Al año siguiente se presentó al empresario Cyrus West Field. Field invitó a Gisborne a su casa para discutir el proyecto. Después de la visita, Field consideró la idea de que el cable a Terranova podría extenderse a través del océano Atlántico. Field adoptó la idea de Gisborne y creó la New York, Newfoundland & London Telegraph Company, luego Atlantic Telegraph Company, para establecer una línea de telégrafo entre América y Europa.
Sin embargo, la viabilidad de este negocio era difícil de pronosticar. El cable submarino más largo, en ese tiempo, era el del mar Negro, de 574 km, mientras que se necesitaba cerca de 3000 km para cruzar el Atlántico. Además, el cable debía descansar en el lecho del océano a más de 3 km de profundidad. Puesto que ese sería el primer intento, existían muchas posibilidades de que la colocación del cable no estuviera exenta de problemas.
Field carecía de conocimientos de cables submarinos y del mar profundo. Consultó a Morse sobre cuestiones de telegrafía. Y con el teniente Matthew Maury, una autoridad en oceanografía, las cuestiones sobre el fondo marino. Maury conocía el trabajo de John Mercer Brooke de un mapa topográfico del Atlántico Norte. Así consiguió la topografía y la carencia de corrientes del fondo oceánico. El tendido del cable parecía que no sería un problema. Se recaudaron fondos tanto de fuentes estadounidenses como británicas mediante la venta de acciones de la Atlantic Telegraph Company. Field aportaría una cuarta parte del capital necesario.
Cyrus West Field y la Atlantic Telegraph Company realizaron el primer cable telegráfico transatlántico. El proyecto comenzó en 1857 y se completó el 5 de agosto de 1858. El cable funcionó durante solo tres semanas, pero fue el primero de los proyectos en obtener resultados prácticos. El primer telegrama oficial enviado entre los dos continentes fue una carta de felicitación de la reina Victoria del Reino Unido con el presidente de los Estados Unidos James Buchanan el 16 de agosto de 1858. La calidad de la señal se deterioró rápidamente, disminuyendo la velocidad de transmisión hasta ser prácticamente inutilizable. El cable se deterioró rápidamente debido a que se aplicaba un voltaje excesivo, intentando conseguir un funcionamiento más rápido. (Se ha argumentado que los defectos de fabricación, de almacenamiento y de manipulación del cable de 1858 habrían dado lugar a un fallo prematuro en cualquier caso).
Cinco intentos más de tender el cable se realizaron en los siguientes nueve años —uno en 1857, dos en 1858, otro en 1865, por el buque SS Great Eastern (construido por John Scott Russell e Isambard Kingdom Brunel, capitaneado por sir James Anderson), y otro más en 1866— antes de que se lograran conexiones duraderas finalmente con el cable de 1866 también tendido por el Great Eastern y se recuperó el cable de 1865.

## De San Juan a Nueva Escocia
El primer paso fue terminar la línea entre San Juan y Nueva Escocia y en 1855 se hizo un intento de tender un cable a través del estrecho de Cabot, en el golfo de San Lorenzo. Se estableció a partir de una barca en el remolque de un vapor. Cuando el cable se enredó debido a un vendaval, la línea se cortó para evitar que el barco se hundiera. El verano siguiente se equipó un nuevo barco de vapor  y el enlace desde cabo de Ray, en Terranova, hasta la bahía de Aspy, en Nueva Escocia, se colocó con éxito.

## Tendido oceánico
El cable se componía de siete alambres de cobre, cada uno pesaba 26 kg/km (107 libras por milla náutica), cubierto con tres capas de gutapercha, con un peso de 64 kg/km (261 libras por milla náutica), y terminó con el asfaltado de cáñamo, sobre el cual una vaina de 18 hilos, cada uno de siete alambres de hierro, se colocó en forma de espiral. Pesaba cerca de 550 kg/km (1.1 toneladas por milla náutica), era relativamente flexible y capaz de soportar una fuerza de varias decenas de kN (varias toneladas). Fue realizado conjuntamente por dos empresas inglesas: Glass, Elliot & Co., de Greenwich, y RS Newall & Co., de Birkenhead. Al final de la fabricación se descubrió que las secciones respectivas se habían realizado con los filamentos retorcidos en direcciones opuestas. Aunque resultó una simple cuestión de unir las dos secciones, la opinión pública magnificó posteriormente este error.
El Gobierno británico concedió a Field un subsidio de 1400 £ al año y prestó los barcos necesarios. Field solicitó la ayuda del Congreso de los Estados Unidos. La votación fue muy ajustada, con una serie de senadores anglófobos oponiéndose a cualquier concesión, y el proyecto de ley se aprobó por un solo voto de diferencia. En la Cámara de Representantes se encontró con una hostilidad similar, pero en última instancia, fue firmado por el presidente Franklin Pierce.

### El primer intento
El primer intento, en 1857, fue un fracaso. Los buques elegidos para la instalación del cable fueron buques de guerra reconvertidos: el HMS Agamemnon y el USS Niagara. El cable comenzó cerca del castillo Ballycarbery, en el condado de Kerry, en la costa sudoeste de Irlanda, el 5 de agosto de 1857. El cable se rompió en el primer día a casi 3,2 km de profundidad, y la operación fue abandonada en ese año.

### Segundo intento
El verano siguiente, el Agamemnon y el Niagara, después de varios pruebas en el golfo de Vizcaya, lo intentaron de nuevo. Los buques iban a reunirse en el centro del Atlántico, donde las dos mitades del cable iban a ser empalmadas juntas, y mientras el Agamemnon desenrollaría hacia el este hasta la isla de Valentia, el Niagara desenrollaría al oeste hacia Terranova. El 26 de junio se hizo el empalme del centro y el cable se hundió. Una vez más el cable se rompió, por primera vez después de menos de 5,5 km (tres millas náuticas), de nuevo después de unos 100 km (54 millas náuticas) y por tercera vez, cuando unos 370 km (200 millas náuticas) de cable se había quedado fuera de cada buque.

### Tercer intento
La expedición regresó a Queenstown para volver a salir el 17 de julio con poco entusiasmo entre las tripulaciones. El empalme del centro se terminó el 29 de julio de 1858. El cable corría fácil esta vez. El Niagara llegó a la bahía de Trinity, en Terranova, el 4 de agosto y, a la mañana siguiente, el extremo de la orilla llegó a tierra. El Agamemnon hizo una carrera igual de exitosa. El 5 de agosto, llegó a la isla Valentia, y el extremo de la orilla llegó a tierra en Knightstown y luego se conectó con el cable local cercano.

### Primer mensaje

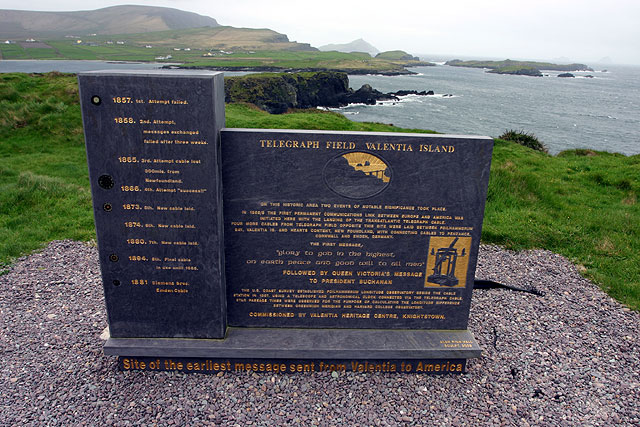
El Telegraph Field, Isla Valentia, el lugar desde donde se envió el primer mensaje desde Irlanda a América del Norte. En octubre de 2002, en la parte superior del acantilado Foilhomerrum, se inauguró un monumento para conmemorar el tendido del cable trasatlántico a Terranova. Realizado de pizarra de la isla Valentia y diseñado por el escultor local Alan Hall, el monumento muestra la historia de la industria del telégrafo a la isla desde 1857 en adelante.

El 16 de agosto de 1858 el primer mensaje enviado a través del cable fue un telegrama de felicitación que la Reina Victoria envió al presidente estadounidense James Buchanan y expresó su esperanza de que resultaría «un vínculo adicional entre las naciones cuya amistad se basa en su interés común y la estima recíproca». El presidente respondió que «es el triunfo más glorioso, porque es mucho más útil a la humanidad, que fue ganado por el conquistador nunca en el campo de batalla. Que el telégrafo Atlántico, bajo la bendición de los cielos, llegará ser un vínculo de la perpetua paz y la amistad entre las naciones hermanas, y un instrumento destinado por la Divina Providencia para difundir la religión, la civilización, la libertad y la ley en todo el mundo». Los mensajes eran difíciles de descifrar, y el de la reina Victoria de 98 palabras requirió dieciséis horas para enviarse.
Esos mensajes generaron una explosión de entusiasmo. A la mañana siguiente un festejo de 100 armas de fuego resonó en la ciudad de Nueva York, las calles fueron adornadas con banderas, las campanas de las iglesias repicaron, y por la noche la ciudad fue iluminada. El cable del Atlántico fue un tema de innumerables sermones y una cantidad prodigiosa de narraciones.

### Avería del primer cable
El funcionamiento del nuevo cable fue problemático debido a que los dos ingenieros eléctricos de alto nivel de la empresa tenían ideas muy diferentes acerca de cómo se debía operar el cable. Además lord Kelvin y el doctor Whitehouse se encontraban en los extremos opuestos del cable y solo se podían comunicar a través del propio cable.
Lord Kelvin, que se encontraba en el extremo occidental, creía que solo era necesario generar un bajo voltaje para detectar el pico de subida de la corriente que salía del cable y, una vez que esto se había hecho, nada se ganaría con seguir monitoreando (el código Morse utiliza una corriente positiva para un punto y una corriente negativa para una raya). Lord Kelvin inventó el galvanómetro de espejo, precisamente para observar rápidamente el cambio de corriente.
En el extremo oriental del cable se encontraba el doctor Whitehouse. Era jefe de electricistas de la compañía y doctor en medicina, pero sus conocimientos de electricidad eran autodidactas. Whitehouse creía que, con el fin de obtener un cambio de la corriente en el extremo receptor tan rápidamente como fuera posible, se debía conectar el cable a una fuente de alta tensión (varios miles de voltios mediante bobinas de inducción). La situación empeoró porque cada vez que se recibía código Morse inteligible en el galvanómetro de espejo en el extremo oriental, Whitehouse insistía en que el galvanómetro se desconectase y se sustituyese con su propia patente de telégrafo grabador, que era mucho menos sensible.
Los efectos de la mala manipulación y el diseño del cable, junto con los intentos repetidos de Whitehouse de operar el cable con altos voltajes, desembocaron en el deterioro del aislamiento del cable. Cada vez se necesitaba más y más tiempo para enviar mensajes. Hacia el final, el envío de un mensaje de media página de texto necesitaba un día.
En septiembre, el aislamiento siguió deteriorándose. El 20 octubre el cable dejó de funcionar. En total se habían transmitido 732 telegramas.
La reacción a esta noticia fue tremenda. Algún escritor incluso dio a entender que el cable telegráfico era un engaño, y otros pensaban en una especulación bursátil. En la investigación posterior, se consideró al doctor Whitehouse responsable del fracaso, pero la empresa no escapó a las críticas por emplear a un ingeniero eléctrico sin reconocidas cualificaciones. Aunque la manipulación y conservación del cable también tuvo su influencia: la parte del cable que no se usó en el primer intento se dejó a la intemperie mientras se construía el tramo restante. Esto deterioró el aislamiento de gutapercha.

### Reconsideración del plan
A causa de los repetidos fracasos, los accionistas dejaron de invertir. Además, al año siguiente el cable del mar Rojo también terminó en fracaso. Las empresas de cable submarino se vieron obligadas a una revisión fundamental. En 1859, el gobierno británico estableció un comité especial el cual emitió un informe que opinaba que el cable del Atlántico sí era posible.
Cyrus Field no se desanimó por el fracaso. Estaba ansioso por retornar al trabajo, pero el público había perdido la confianza en el sistema y sus esfuerzos para revivir la empresa fueron inútiles. Field recibió el informe: «nos decidimos a probar de nuevo a los operadores de cable a través del Atlántico». Hasta 1864 que, con la ayuda de Thomas Brassey y John Pender, no logró reunir el capital necesario. Una compañía de nueva creación Telcon, más tarde parte de BICC, se comprometió a fabricar y colocar el nuevo cable.
Además, Field despidió a Whitehouse, como jefe de electricistas y lo sustituyó por Thomson. Thomson tuvo en cuenta las observaciones anteriores y aumentó el área de la sección transversal del alambre de cobre y del aislamiento, para permitir un aumento en la intensidad de la transmisión. El cable fue diseñado bajo una cuidadosa investigación y se llevaron a cabo muchos experimentos. El diseño del cable fue mejorado gracias a esos experimentos. El núcleo constaba de siete hilos de cobre muy puro trenzados, con un peso de 300 libras por milla náutica (73 kg/km), recubiertos con un compuesto de Chatterton. Después se recubría con cuatro capas de gutapercha, alternando con cuatro capas delgadas del compuesto de cementación del conjunto, y llevando el peso del aislante hasta las 400 libras/NMI (98 kg/km). Este núcleo se cubrió con cáñamo saturado en una solución conservante, y en el cáñamo se enrollaban en espiral dieciocho cadenas simples de acero de alta tensión producida por Webster & Horsfall Ltd de Hay Mills de Birmingham, cada una cubierta con finos hilos de manila también impregnados en el conservante. El peso del nuevo cable aumentó hasta 35,75 quintales (4000 libras) por cada milla náutica (980 kg/km), casi el doble del peso del antiguo. El emplazamiento Haymills fabricó con éxito 48 000 km de alambre (1600 toneladas), empleando 250 trabajadores durante más de once meses.

### Reparación del cable
Los cables rotos requerían un elaborado procedimiento de reparación. Se determinaba la distancia aproximada donde se había producido la rotura, midiendo la resistencia del cable roto. Los barcos de reparación navegaban hasta esa ubicación. El cable se enganchaba con un garfio y se izaba a bordo para comprobar la continuidad eléctrica. Se desplegaban boyas para marcar los extremos del cable bueno y se realizaba un nuevo empalme entre los dos extremos.

## ElGreat Eastern

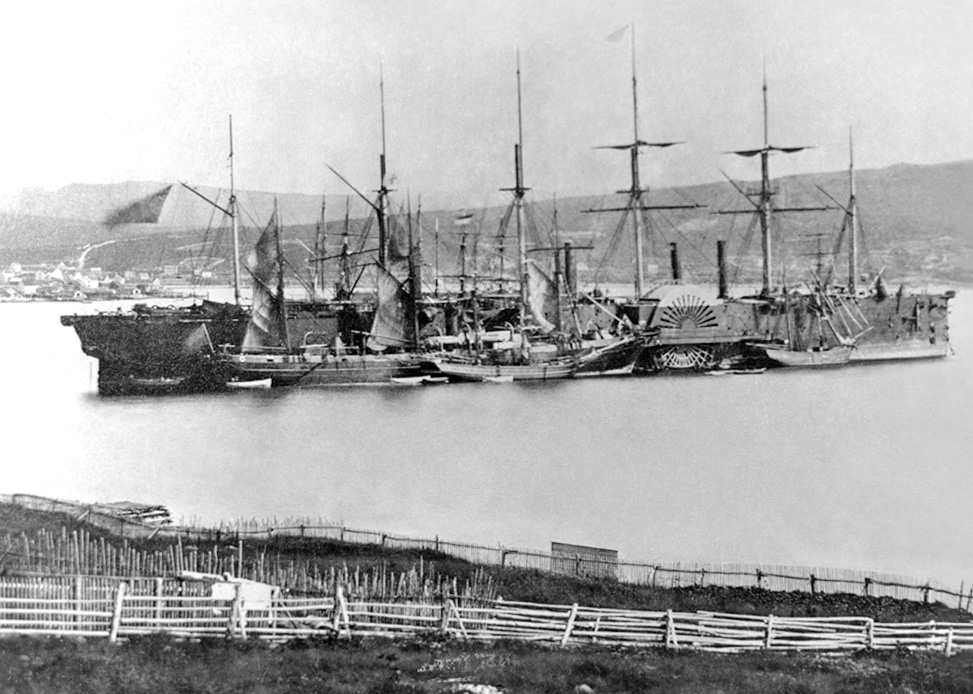
El Great Eastern en Heart's Content

El barco Great Eastern bajo el mando del capitán sir James Anderson colocó un nuevo cable. Su inmenso casco se equipó con tres depósitos de hierro para la recepción de 2300 millas náuticas (4300 km) de cable, y sus cubiertas se llenaron de herramientas. Al mediodía del 15 de julio de 1865, el Great Eastern dejó el Nore de la bahía de Foilhommerum, en isla Valentia, el Caroline llevó el extremo a la orilla. Este intento fracasó el 31 de julio cuando, después de desplegar 1062 millas (1968 km), el cable se partió cerca de la popa del buque, y el extremo final se perdió.
El vapor Great Eastern regresó a Inglaterra, donde publicó otro folleto de Field, y formó la Compañía Anglo-American Telegraph, para disponer un cable nuevo y completar el roto. El 13 de julio de 1866, el Great Eastern empezó a navegar una vez más. A pesar de los problemas con la meteorología en la noche del viernes 27 de julio la expedición llegó al puerto con una espesa niebla. A la mañana siguiente a las 9 de la mañana un mensaje de Inglaterra citaba estas palabras del líder de The Times: "Es una gran obra, una gloria de nuestra época y la nación, y los hombres que la han logrado merecen ser honrados entre los benefactores de su raza." "Tratado de paz firmado entre Prusia y Austria." El extremo de la orilla fue puesto durante el día por el Medway. Felicitaciones, y telegramas amistosos se intercambiaron de nuevo entre la reina Victoria y los Estados Unidos.

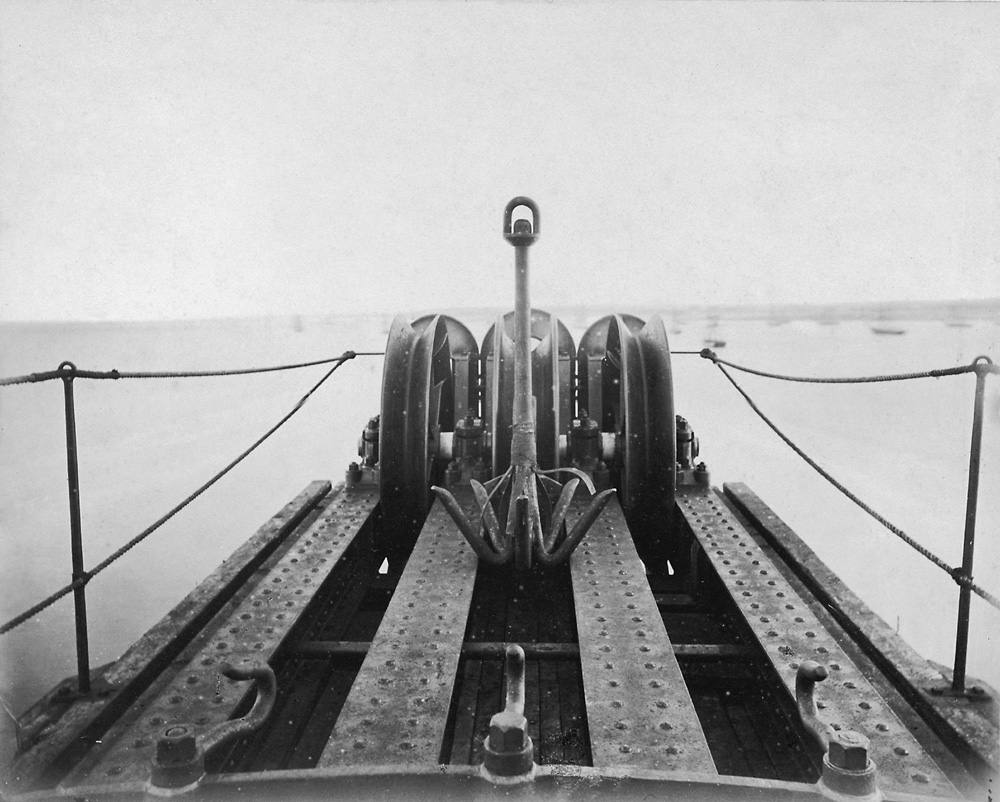
Garfio utilizado para levantar el cable

El 9 de agosto el Great Eastern se hizo a la mar otra vez, con el fin de recuperar el cable perdido de 1865, y completarlo hasta Terranova. Estaban decididos a encontrarlo. Algunos pensaban que era una tarea inútil, declarando que localizar un cable a una milla de profundidad y después de dos años, sería como buscar una aguja pequeña en un pajar grande. Robert Halpin logró navegar el barco a la ubicación correcta. Durante días, el Great Eastern se movía lentamente, de aquí para allá, intentando "pescar" el cable perdido con un garfio en el extremo de una maroma. De repente, el cable fue "capturado" e izado a la superficie, pero mientras los hombres vitoreaban se les escapó del garfio y desapareció de nuevo. Dos semanas más tarde se volvió a encontrar, se tardaron 26 horas para subir el cable a salvo a bordo del Great Eastern. El cable se llevó al taller de electricidad, donde se determinó que el cable tenía continuidad. Todos en la nave se animaron, se lanzaron cohetes para iluminar el mar. El cable recuperado se empalmó a un cable nuevo en la bodega, y fue conectado a tierra en Heart's Content, en Terranova, adonde llegó el sábado 7 de septiembre. Ahora había dos líneas de telégrafo operativas.

## Velocidad de transmisión
Inicialmente, los mensajes eran enviados por un operador en código Morse. La recepción era de muy mala calidad en el cable de 1858, y se necesitaban dos minutos para transmitir un solo carácter (una letra o un dígito), una tasa de alrededor de 0,1 palabras por minuto. Esto era a pesar del uso de la alta sensibilidad del galvanómetro de espejo, una nueva invención de la época.
El primer mensaje en el cable de 1858 necesitó 17 horas para transmitirse. En el cable de 1866, los métodos de fabricación de cable, así como el envío de mensajes, habían mejorado sensiblemente. El cable de 1866 podría transmitir ocho palabras por minuto, unas 80 veces más rápido que el cable de 1858. Oliver Heaviside y Michael Pupin en las décadas posteriores descubrieron que el problema era un desequilibrio entre la inductancia y la reactancia capacitiva, y podía ser resuelto mediante una cinta de hierro o mediante la carga de bobinas. No fue sino hasta el siglo XX que la velocidad de transmisión de mensajes a través de cables transatlánticos llegó hasta 120 palabras por minuto. A pesar de las limitaciones, Londres se había convertido en el centro mundial de las telecomunicaciones. Con el tiempo, no menos de once cables irradiaban desde Cable Station de Porthcurno cerca de Land's End y formaban con sus vínculos con la Commonwealth "en vivo" faja alrededor del mundo.

### Repetidores
Los cables originales no estaban equipados con repetidores (lo que habría amplificado la señal en el camino) porque no había manera práctica de colocar los relés. Cuando la tecnología avanzó fue posible instalar relés intermedios.

## Obras de ficción
- El cable es uno de los muchos lugares de interés bajo el agua observados por el Nautilus de Julio Verne de Veinte mil leguas de viaje submarino.
- La novela de 2003  «La señal y el ruido», de John Griesemer, cuenta una historia de ficción sobre el proyecto, incluyendo muchos incidentes reales.
- En la novela «¡Abre la puerta!» (1918) de Catalina Carswell, el Bannermans visita el Great Eastern, que se encontraba en el puerto de Liverpool como un barco de demostración antes de que se desagrega, la imaginación pardillo Bannerman ha sido capturado por el cable.
- La novela de Hans Christian Andersen "La gran serpiente de mar", describe el caos y la confusión entre los habitantes del mar causados por el tendido del cable.